# Identificazione dei sistemi
L'identificazione dei sistemi è una scienza che si prefigge l'obiettivo di stimare modelli di sistemi a partire da dati sperimentali.
Essa trova grande applicazione nel settore dell'automatica, ma non solo. Numerosi sistemi infatti sono difficili da modellare tramite le leggi della fisica o troppo complicati: per questo motivo l'identificazione cerca di trovare un modello che si adegui alle misure effettuate. In genere si sceglie un segnale di input al quale sottoporre il sistema e si misurano quindi le sequenze in uscita: avremo dunque le seguenti sequenze:
{\displaystyle u(t)={u(1),u(2),.....,u(N)}}   ---> INGRESSI
{\displaystyle y(t)={y(1),y(2),.....,y(N)}}   ---> USCITE
dove N rappresenta il numero di misure.
Va aggiunto inoltre che bisogna tenere sempre conto che le misure non sono perfette ma inevitabilmente affette da rumore.

## Classificazione
Queste sequenze sono dunque i parametri di input per la procedura di stima. Possiamo distinguere tre tipologie di procedure di identificazione:
1. Identificazione a scatola bianca: il modello viene ricavato tramite le leggi della fisica (o ad esempio dell'economia per un modello economico ecc)
2. Identificazione a scatola grigia: conosciamo la struttura del modello ma non sono noti solo alcuni parametri che vogliamo stimare
3. Identificazione a scatola nera: non conosciamo nulla sul sistema

Nel caso in cui abbiamo già una struttura del modello per il sistema o ne abbiamo supposta una e abbiamo bisogno di ricavare una serie di parametri si parla di identificazione parametrica.
Una procedura di identificazione deve necessariamente prevedere una fase di validazione del modello ottenuto, tramite la quale stabiliamo la bontà del modello ed eventualmente ne cambiamo la struttura o effettuiamo nuovi esperimenti. La validazione va in genere fatta non con gli stessi dati usati per l'identificazione ma con nuove misure, si parla in questo caso di cross-validazione.
Per quanto riguarda la fase di stima, essa dipende ovviamente dal tipo di procedura da noi scelta ed esistono numerose metodologie. Ad esempio per la stima parametrica vi sono alcuni algoritmi come ad esempio il LS (metodo dei minimi quadrati) o il PEM (metodo dell'errore di predizione).